# Gnidia racemosa
Gnidia racemosa är en tibastväxtart som beskrevs av Carl Peter Thunberg. Gnidia racemosa ingår i släktet Gnidia och familjen tibastväxter. Inga underarter finns listade i Catalogue of Life.